# Agrotechnika
Agrotechnika je zemědělský pojem, pod kterým je většinou chápán způsob obdělávání zemědělské půdy v rámci rostlinné produkce. Jedná se tedy o hospodaření na polích a loukách. Správné obdělávání se snaží směřovat k udržitelnosti daného stavu kvality půdního pozemku nebo k jeho vylepšování. Tento směr však v mnohém naráží na ekonomická hlediska rostlinné výroby.
Principem správného hospodaření na polích je střídání plodin na jednom pozemku tak, aby nedocházelo k přenášení nemocí mezi příbuznými rostlinami nebo aby se půda příliš nevyčerpávala.
Tak se mezi sebou střídají okopaniny, obiloviny, aj.